# ألان إليس
ألان إليس (بالإنجليزية: Allan Ellis)‏ هو لاعب كرة قدم أمريكية أمريكي، ولد في 19 أغسطس 1951 في لوس أنجلوس في الولايات المتحدة، وتوفي في 18 سبتمبر 2013 في شيكاغو في الولايات المتحدة بسبب نوبة قلبية.